# Буревісник блакитний
Буревісник блакитний (Halobaena caerulea) — морський птах родини буревісникових (Procellariidae), єдиний представник свого роду.

## Поширення
Блакитний буревісник населяє Південний океан на північ аж до Південної Африки, Австралії та частини Південної Америки. Він здебільшого розмножується лише у вузькій широтній смузі від 47° до 56° пд. ш. по обидві сторони Антарктичного полярного фронту. Гніздиться на субантарктичних островах, таких як острови Дієго Рамірес, острови Крозе, острови Кергелен, острів Маккуорі, Південна Джорджія, острови Принца Едуарда.
У 2014 році гніздувальну колонію було виявлено на острові Гоф (40° пд.ш., 10° зах. д.), у центральній частині Південної Атлантики, понад 700 км на північ від відомого та звичайного ареалу розмноження. Схоже, що розмноження тут відбувається пізніше, ніж у колоніях, розташованих далі на південь, тому, хоча відкриття зроблено нещодавно, воно не обов'язково означає недавнє розширення ареалу.

## Опис
Оперення блакитного буревісника переважно блакитно-сіре, з темною плямою у формі літери «М», що тягнеться вздовж верхньої частини крила. Має помітну чорну шапку та білі щоки. Він білий знизу, за винятком темних плям збоку на шиї. Квадратний хвіст має білий кінчик. Має тонкий чорний дзьоб. Тіло завдовжки 26–32 см, розмах крил 62–71 см, вага приблизно 200 г.